# راکوئل خیسکافره
 راکوئل خیسکافره (اسپانیایی: Raquel Giscafré‎؛ زادهٔ ۱۵ مهٔ ۱۹۴۹) یک تنیس‌باز اهل آرژانتین است.